# Immeuble au 3 place d'Armes
L'immeuble au no 3 de la place d'Armes est un bâtiment situé à Fontainebleau, en France. Il est partiellement inscrit aux monuments historiques depuis 1931.

## Situation et accès
L'édifice est situé au no 3 de la place d'Armes, dans le centre-ville de Fontainebleau, et plus largement au sud-ouest du département de Seine-et-Marne.

## Structure
L'édifice évolue sur trois niveaux et sa façade est alignée sur celle des édifices mitoyens.

## Statut patrimonial et juridique
Les façades et la toiture font l'objet d'une inscription au titre des monuments historiques par arrêté du 7 octobre 1931, en tant que propriété privée.